# Humlestyltmal
Humlestyltmal, Caloptilia fidella, är en fjärilsart som först beskrevs av Carl Reutti 1853. Caloptilia fidella ingår i släktet Caloptilia och familjen styltmalar.
Artens utbredningsområde är främst Centraleuropa och bort mot centralasien. (Arten är noterad i följande länder: Österrike, Bulgarien, Tjeckien, Slovakien, Danmark, Frankrike, Tyskland, Ungern, Italien, Polen., Portugal, Rumänien., Schweiz, Turkmenistan, Turkiet, Moldavien, Ukraina, Kroatien, Belgien och Ryssland).
Arten är ännu inte påträffad i Sverige. Inga underarter finns listade i Catalogue of Life.